# Recording Industry Association of America
A Associação Americana da Indústria de Gravação (do inglês: Recording Industry Association of America - RIAA) é uma organização comercial, sediada em Washington, D.C., que representa as gravadoras e distribuidores estadunidenses. Possui o objetivo de promover a vitalidade financeira dos negócios dos associados. Seus membros consistem em gravadoras e distribuidores, responsáveis em média por 85% das músicas gravadas legalmente nos Estados Unidos.
A associação é conhecida popularmente por sua tradicional certificação de álbuns e canções ouro e platina nos Estados Unidos e também participa do gerenciamento de direitos coletivos de gravações.

## Objetivos
As resoluções declaradas atualmente da RIAA, são:
1. Proteger os direitos de propriedade intelectual dos membros associados e os direitos a Primeira Emenda dos artistas;
2. Executar pesquisas técnicas e industriais ao consumidor;
3. Monitorar as leis federais e estaduais de direitos autorais;
4. Certificar com prêmios as músicas que alcançam um certo número de unidades vendidas.

## Estrutura e vendas
Cary Sherman é presidente e CEO da RIAA desde 2011. Ele entrou para a RIAA como seu conselheiro geral em 1997 e tornou-se presidente do conselho de administração em 2001, ocupando essa posição até ser nomeado presidente e CEO.
Mitch Glazier é vice-presidente executivo sênior da RIAA desde 2011. Ele atuou como vice-presidente executivo de políticas públicas e relações da indústria de 2000 a 2011.
Mitch Bainwol atuou como CEO de 2003 a 2011. Ele saiu em 2011 para tornar-se presidente e CEO da Alliance of Automobile Manufacturers.
O conselho de administração de vinte membros é composto pelos seguintes executivos de gravação:
- Cary Sherman (Recording Industry Association of America)
- Michele Anthony (Universal Music Group)
- Glen Barros (Concord Music Group)
- Michael L. Nash (Universal Music Group)
- Eric Berman (Universal Music Group)
- David Bither (Nonesuch Records)
- Ken Bunt (Disney Music Group)
- John Esposito (Warner Music Nashville)
- Peter Gray (Warner Bros. Records)
- Jeff Harleston (Universal Music Group)
- Terry Hemmings (Provident Music Group/Sony Music Entertainment)
- Craig Kallman (The Atlantic Group)
- Kevin Kelleher (Sony Music Entertainment)
- Dennis Kooker (Sony Music Entertainment)
- Deirdre McDonald (Sony Music Entertainment)
- Paul Robinson (Warner Music Group)
- Portia Sabin (Kill Rock Stars)
- Tom Silverman (Tommy Boy Entertainment)
- Julie Swidler (Sony Music Entertainment)
- Will Tanous (Universal Music Group)

A RIAA representa mais de 1 600 editoras associadas, que são entidades privadas, como gravadoras e distribuidores, e coletivamente criam e distribuem cerca de 90% das músicas gravadas e vendidas nos Estados Unidos. Os maiores e mais influentes membros são chamados de "As Três Grandes":
- Sony Music Entertainment
- Universal Music Group
- Warner Music Group

A RIAA também representa outras grandes gravadoras, como a Atlantic, a Capitol, a RCA, a  Warner Bros., a Columbia e a Motown.
A RIAA relata que o valor total de venda de gravações de seus associados, foi de $ 10,4 bilhões de dólares no fim de 2007, demonstrando um declínio de US$ 14,6 bilhões com relação ao ano de 1999. Receitas estimadas de músicas gravadas nos Estados Unidos, apontam para um crescimento de 11,4% em  2016 com um total de US$ 7,7 bilhões.

## Certificação de vendas
A RIAA opera um programa de premiação para álbuns que vendem um grande número de cópias. O programa iniciou-se originalmente em 1958, com um "Prêmio de Ouro" para singles e álbuns que alcançavam um milhão de dólares em vendas nos Estados Unidos. O critério foi modificado em 1975, para contemplar o número de cópias vendidas (unidades), com álbuns vendendo 500 000 cópias sendo premiados com o "Prêmio de Ouro". Em 1976, um "Prêmio de Platina" foi adicionado para um milhão em vendas. Em 1989, novos critérios foram introduzidos, com um "Prêmio de Ouro" para singles que alcançam 500 000 em vendas e um "Prêmio de Platina" para singles que alcançam 1 000 000 em vendas; e em 1999 um "Prêmio de Diamante" por dez milhões em vendas foi introduzido. Os prêmios estão abertos tanto para membros da RIAA quanto para não-membros.
Desde 2000, a RIAA também opera um programa semelhante para vendas de música latina, chamado de Los Prêmios de Oro y De Platino. Atualmente, uma "Disco De Oro" é premiado por 30 000 unidades e uma "Disco De Platino" é premiada por 60 000 unidades, com o "Album Multi-Platino' em 120 000 e "Diamante" por 10x platina. A RIAA define música latina, como um tipo de lançamento onde 51% ou mais de seu conteúdo foi gravado em espanhol.

## Auditoria das certificações da RIAA
A associação é conhecida popularmente por sua tradicional certificação de álbuns e canções ouro e platina nos Estados Unidos e também participa do gerenciamento de direitos coletivos de gravações. A empresa privada Gelfand, Rennert & Feldman (GR&F) é a responsável pela auditoria das vendas da RIAA. Segundo o site oficial da Recording Industry Association of America, "Todas as auditorias de certificação são conduzidas, por uma taxa, pela empresa Gelfand, Rennert and Feldman, LLP (GR&F) para a RIAA. Se vários níveis de certificação forem certificados simultaneamente, apenas uma taxa de certificação de auditoria será cobrada." O site da RIAA também menciona empresa privada Rennert and Feldman, LLP (GR&F) como auditores da RIAA em todas as correspondências de certificação.

### Certificação desingledigital
Em 2004, a RIAA adicionou um ramo de certificação para o que chama de gravações "digitais", significando aproximadamente "gravações transferidas para o destinatário através de uma rede" (como aquelas vendidas pela iTunes Store) e excluindo outras mídias obviamente digitais como aqueles em CDs, DATs ou MiniDiscs. Em 2006, os tons de chamada foram adicionados a este ramo de certificação. A partir de 2013, a transmissão de serviços de áudio e vídeo, como o Spotify e o YouTube, também começou a contar para a certificação, com a fórmula de 100 transmissões equivalendo a um download, e a certificação RIAA para singles não representa mais vendas reais. No mesmo ano, a RIAA introduziu o Latin Digital Award para gravações digitais em espanhol. A partir de 2016, os critérios de certificação para essas gravações são os seguintes:
Prêmios digitais:
- Ouro: 500 000 unidades
- Platina 1 000 000 unidades
- Multi-Platina: 2 000 000 unidades (com incrementos de 1 000 000 posteriormente)
- Diamante: 10 000 000 unidades

As unidades são definidas da seguinte forma:
1. Um download digital permanente conta como 1 unidade
2. 150 transmissões de áudio e / ou vídeo sob demanda contam como 1 unidade

Prêmios digitais latinos:
- Disco de Oro: 30 000 cópias
- Disco de Platino: 60 000 cópias
- Disco de Multi-Platino: 120 000 cópias

### Certificações de álbum
Em fevereiro de 2016, a RIAA atualizou seus critérios de certificação para incluir as transmissões e rastrear as vendas utilizando a fórmula de unidade equivalente a álbum.
- Ouro: 500 000 unidades
- Platina: 1 000 000 unidades
- Multi-Platina: 2 000 000 unidades (incrementos de 1 000 000 depois)
- Diamante: 10 000 000 unidades

Para fins de certificação, cada unidade pode ser uma das seguintes:
1. venda de um álbum digital ou álbum físico
2. 10 downloads de faixas do álbum
3. 1 500 transmissões de áudio e / ou vídeo sob demanda do álbum

## Liderança executiva da RIAA
- Goddard Lieberson 1964–? (presidente)[17]
- Stanley Gortikov c. 1985 (presidente)
- Jay Berman c. 1982 (presidente)
- Hilary Rosen 1998–2001 (presidente)
- Cary Sherman 2001–2011 (presidente); 2011–presente (presidente e CEO)[18]